# Melcior Marial i Mundet
Melcior Marial i Mundet (Barcelona, 12 de juny de 1887 - ?) va ser un enginyer i polític federal català, actiu durant la Segona República Espanyola. Era fill del també polític Juli Marial i Tey i germà del president del FC Barcelona Juli Marial i Mundet.

## Biografia
El seu pare fou l'arquitecte i polític Juli Marial i Tey, la seva mare fou Caterina Mundet i Farreras, ambdós naturals de Barcelona. De família gironina, Marial formava part del comitè municipal madrileny del Partit Republicà Democràtic Federal, del que n'era un dels seus líders, almenys des d'agost de 1929, i màxim dirigent des de maig de 1931. Aquesta agrupació, igual que altres organitzacions locals i provincials, dotades de gran autonomia, seguia formant part de l'Aliança Republicana (el partit federal l'havia abandonat en 1929).(Avilés Farré 2006, p. 56) Encara que la nova direcció nacional federal establerta en 1930, de caràcter esquerrana i dirigida per Eduardo Barriobero y Herrán, no va ser admesa en el comitè revolucionari republicà i, per tant, no va estar representada en les llistes de la Conjunció Republicano-Socialista en les eleccions municipals ni en les constituents de 1931, sí que ho van fer les assemblees federals que formaven part de l'Aliança. Així, els federals van obtenir un lloc en la llista de la Conjunció per a les eleccions a Corts Constituents en la circumscripció de Madrid capital, que va ser ocupat per Marial. Va obtenir 106.879 vots, sent el membre republicà de la candidatura que menys sufragis va obtenir.
Al Congrés, Marial es va integrar en la minoria federal, formada per federals també triats en llistes republicano-socialistes, i de caràcter moderat, que presidia José Franchy y Roca, al marge de Barriobero i la direcció oficial. Durant la discussió de la constitució, Marial, igual que la resta dels seus correligionaris, va promoure la definició del nou Estat com a república federal, sense aconseguir-ho. En el període final de la legislatura constituent, en accedir Franchy Roca al govern com a ministre d'Indústria i Comerç, Marial va ser director general de Comerç (juny-setembre de 1933). També va ser director general de Treball en l'últim gabinet de la legislatura, amb Martínez Barrio com a president del Govern i Carles Pi i Sunyer, d'Esquerra Republicana de Catalunya com a ministre de Treball.
En les eleccions de 1933, Esquerra Republicana de Catalunya es va mostrar disposada a incloure en les seves llistes a membres del partit federal, pel que Marial va ser candidat per la província de Girona. També va formar part de la candidatura republicana d'esquerres per Madrid, composta per Acció Republicana, radical-socialistes independents, independents d'esquerra i federals. Els resultats a Madrid van ser dolents, i fou el tercer candidat menys votat de la candidatura, que per la seva banda no va ser més que la quarta més votada, sense obtenir representació. No obstant això, a Girona sí que va resultar escollit.
Va ser empresonat després dels fets del sis d'octubre de 1934, però posat en llibertat al desembre d'aquest any. Malgrat formar part de la minoria parlamentària d'Esquerra Catalana, Marial es va integrar també en el nou partit federal creat en 1935 i encapçalat per Franchy Roca i Arauz, Esquerra Federal, del que en va ser vicepresident.
Després del triomf del Front Popular en les eleccions de febrer de 1936, va ser nomenat president del Consell Ordinador de l'Economia Nacional, dependent del ministeri d'Indústria, sent ministre Álvarez Buylla. Es va mantenir en el càrrec després del començament de la Guerra Civil, quan el 25 de juliol de 1936 fou nomenat primer president del Comitè d'intervenció provisional en les indústries. que havia de prendre el control de les fàbriques confiscades. El consell va ser suprimit el 28 de setembre del mateix any.
El 30 d'agost de 1936, el ministre Álvarez-Buylla el va nomenar president del comitè executiu del Consell General d'Electricitat.
Casat amb Berthe Willote i Rossel varen ser pares de Alícia Marial i Willote, escriptora i de Juli Marial i Willote, enginyer.

## Obres
- Proyecto de reorganización de las confederaciones hidrográficas y estudio de un plan económico-social aplicado a la Confederación Hidrográfica del Ebro, realizable en veinte años.  Madrid: Imp. Argis, 1931.
- Estudio del F.C. Cuenca-Utiel: El ferrocarril Madrid-Cuenca-Utiel-Valencia.  Cuenca: Imp. Artística, 1932.
- Lo que debiera ser la política hidráulica de la República.  Madrid: Impr. Sebastián Elcano, 1936.